# Kontrola valjanosti rada u laboratoriju
Svaki laboratorij mora provoditi kontrolu valjanosti rada. Kontrolom se provjerava rad laboratorijskog pribora i aparata. uzroci mogućih pogrešaka u laboratorijskom radu mogu biti različiti, počevši od nepropisnog uzimanja uzoraka, označivanja, konzerviranja, transporta, nečistog laboratorijskog posuđa i kemikalija, nepropisno baždarenih i loše održavanih aparata i pribora do nemarnog izvođenja analiza i nepažljivo vođene dokumentacije. 
Kontrola aparata u laboratoriju se izvodi na više načina, pa tako imamo:
- kontrola danas-danas u tijeku koje se jedan te isti uzorak analizira istom metodom dvaput u istom danu.

- kontrola danas-sutra koja se provodi tako da se uzorak od jučer analizira istom metodom u seriji s današnjim uzorcima.

- kontrola pomoću komercijalnih seruma, tj. seruma koji se kupuju od različitih dobavljača, a sadržavaju poznate koncentracije tvari koja se ispituje.

- kontrola pomoću pool seruma za koju se u laboratoriju skupi određeni broj preostalih seruma od završenih analiza, približno ujednačenih rezultata u različitim područjima vrijednosti (pool za niske, pool za referenne i pool za visoke vrijednosti), homogenizira, odredi raspon vrijednosti i raspodijeli u niz bočica, zamrzne i svakodnevno obradi kao nepoznati uzorak.

- kontrola koju vrši HDMB (Hrvatsko društvo medicinskih biokemičara). Ta se kontrola vrši najmanje dvaput na godinu.